# Estanzuela, Guatemala
Estanzuela är en kommunhuvudort i Guatemala.   Den ligger i departementet Departamento de Zacapa, i den centrala delen av landet, 110 km öster om huvudstaden Guatemala City. Estanzuela ligger 189 meter över havet och antalet invånare är 8 937.
Terrängen runt Estanzuela är kuperad österut, men västerut är den platt. Runt Estanzuela är det ganska tätbefolkat, med 129 invånare per kvadratkilometer. Närmaste större samhälle är Zacapa, 4,9 km sydost om Estanzuela. Omgivningarna runt Estanzuela är en mosaik av jordbruksmark och naturlig växtlighet.